# Sasa tokugawana
Sasa tokugawana är en gräsart som beskrevs av Tomitaro Makino. Sasa tokugawana ingår i släktet sasabambu, och familjen gräs. Inga underarter finns listade i Catalogue of Life.